# Allan Water (vattendrag i Kanada)
Allan Water är ett vattendrag i Kanada.   Det ligger i provinsen Ontario, i den sydöstra delen av landet, 1 200 km nordväst om huvudstaden Ottawa.
Trakten runt Allan Water är nära nog obefolkad, med mindre än två invånare per kvadratkilometer.